# Latinská krev: Balada o Neyi Matogrossovi
Latinská krev: Balada o Neyi Matogrossovi (v originále Homem com H) je brazilský hraný film z roku 2025, který režíroval Esmir Filho podle vlastního scénáře. Snímek měl světovou premiéru dne 1. května 2025.

## Děj
Film sleduje životní osudy zpěváka Neye Matorgosa od jeho dětství, přes dospívání a do dospělosti. 

## Obsazení
| Jesuíta Barbosa  | Ney Matogrosso |
| Caroline Abras   | Yara Neiva     |
| Hermila Guedes   | Beíta          |
| Bruno Montaleone | Marco de Maria |
| Rômulo Braga     | Antônio        |
| Lara Tremouroux  | Regina         |
| Mauro Soares     | João Ricardo   |
| Jullio Reis      | Cazuza         |
| Pedro Zurawski   | Sd. Araújo     |
| Jeff Lyrio       | Gérson Conrad  |